# 盛装打扮 (凯蒂·佩里歌曲)
《盛装打扮》（英語：Dressin' Up）是美国歌手凯蒂·佩芮演唱的一首歌曲，出自其专辑《花漾年华：甜心全记录》。这首歌由佩芮、克里斯托弗·「狡猾」·斯圖爾特、蒙提·诺伊布莱和麥特·蒂森作词，并由斯图爾特和Kuk Harrell制作。从音乐性质上来讲，《盛装打扮》混合了電子放克和舞蹈摇滚的风格，再加上一个突出的電子舞曲制作。这首歌的歌词讲述了为爱人穿着不同的装束，并包含了许多暗讽的话语。《盛装打扮》从乐评人中获得了不同的回应，一些赞扬其「有趣的」声音，而另外一些则谴责它和佩芮的其他歌曲太过于相同。在发行《花样年华：甜心全记录》之后，这首歌在英国单曲榜排名第109位。

## 榜单成绩
在发行《花漾年华：甜心全记录》之后，《盛装打扮》在英国单曲榜2012年4月7日排在第109位。这首歌在专辑中是第三名排在最高成绩的专辑单曲。
| 榜单 （2010年）   | 最高 排名 |
| ----------------- | --------- |
| 英国 (英国单曲榜) | 109       |